# Poul J. Olsen
Poul Jacob Olsen (født 30. august 1917 i Klaksvík, død 3. april 1997) var en færøsk sømand og politiker (JF). Han var leder af havfiskergrupper, bestyrelsesmedlem i Nordafar og Tryggingarsambandið Føroyar. Olsen var borgmester i Klaksvíkar kommuna 1956–1958 og 1964–1966, og sad i Lagtinget for Norðoyar 1958–1980. Han mødte senere fast i Lagtinget som suppleant for Vilhelm Johannesen 1985–1988.